# Руске слово (еженедельник)
Руске Слово — еженедельник русинского меньшинства в Воеводине (с 1945 в Руском Керестуре, с 1967 — в Новом Саде) на южнорусинском языке, со страницей на украинском языке. Еженедельник являлся органом Социалистического союза трудового народа Воеводины. Редакторы: С. Чакан, Э. Джуня, Л. Такач, Ю. Варга, Ю. Латяк и М. Москаль. У еженедельника было ежемесячное приложение «Литературне Слово».